# Sof'ja Grigor'evna Volkonskaja
Principessa Sof'ja Grigor'evna Volkonskaja, in russo Софья Григорьевна Волконская? (21 agosto 1785 – Ginevra, 26 marzo 1868), è stata una nobildonna russa.

## Biografia
Era la figlia di un membro del Consiglio di Stato, il principe Grigorij Semënovič Volkonskij, e di sua moglie, la principessa Aleksandra Nikolaevna Repnina, figlia del maresciallo Nikolaj Vasil'evič Repnin. I suoi padrini erano il principe Aleksandr Borisovič Kurakin e la nonna della neonata, la principessa Natal'ja Aleksandrovna Kurakina.
Ricevette un'ottima educazione a casa, sotto la guida di sua madre, una donna con un carattere forte, che occupava una posizione di rilievo presso la corte.
Nel 1802 divenne damigella d'onore dell'imperatrice.

## Matrimonio

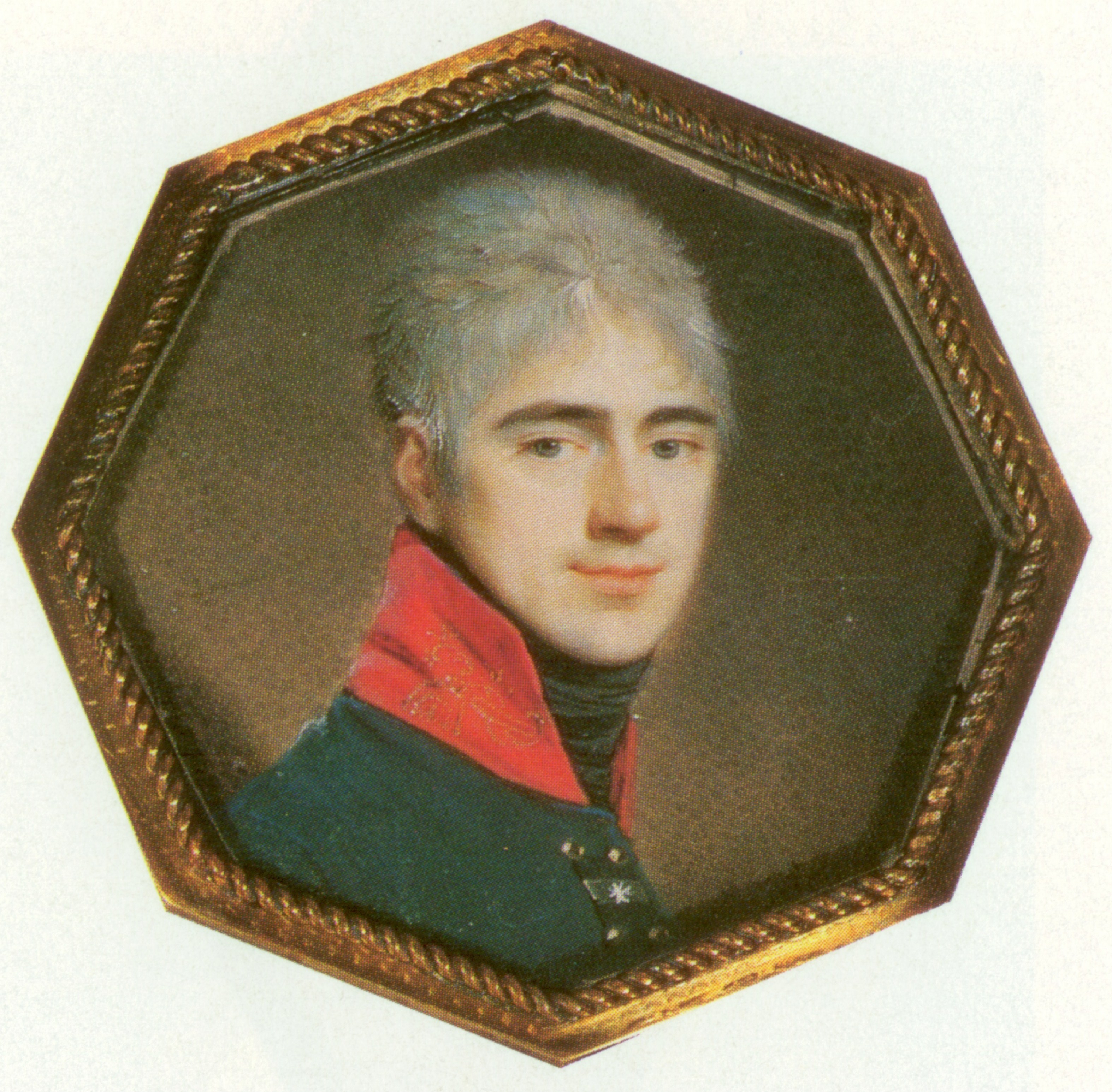
Ritratto di Pëtr Michajlovič Volkonskij, di Domenico Bossi, 1802.

Sposò, il 5 ottobre 1802 nella cappella reale del Palazzo d'Inverno, un ufficiale delle guardie, il principe Pëtr Michajlovič Volkonskij, riunificando per la prima volta i due rami della famiglia Volkonskij. Mentre vivevano a San Pietroburgo, erano amici intimi della coppia imperiale. La coppia ebbe quattro figli:
- Nikolaj Petrovič (28 aprile 1803-1803)[2];
- Aleksandra Petrovna (7 giugno 1804-1 settembre 1859), sposò Pavel Dmitrievič Durnov;
- Dmitrij Petrovič (3 ottobre 1805-1859), sposò Marija Petrovna Kikina;
- Grigorij Petrovič (1808-1882), sposò la contessa Marija Aleksandrovna Benkendorf, ebbero due figli;

Durante i primi anni di matrimonio, i coniugi erano inseparabili. Sof'ja accompagnò il marito nella Sesta coalizione (1813-1814). A Parigi, conobbe e divenne amica di Ortensia di Beauharnais e della sua lettrice, Madame Koschelet, con la quale in seguito mantenne una corrispondenza politica, cosa che destò i sospetti della polizia napoleonica.
Rimase al capezzale dell'imperatrice Elizaveta e, alla sua morte, riaccompagnò la salma a San Pietroburgo.
Il 14 dicembre 1825, suo fratello venne esiliato in Siberia. Nell'estate del 1827, con la figlia, compì un viaggio all'estero. L'imperatore gli diede una fregata, che le portò a Copenaghen, per poi raggiungere la città di villeggiatura di Bad Ems, nella parte occidentale della Germania. Da quel momento, Sof'ja trascorse la maggior parte della sua vita all'estero. Viaggiò per tutta l'Europa anche se nel 1832 venne nominata signora di stato, apparendo raramente nella capitale.
Partecipò, nel 1838, all'incoronazione della regina Vittoria.
Secondo i ricordi del conte Buturlin, la principessa Volkonskaja era una donna degna, ma originale nelle sue abitudini quotidiane. Possedendo un'enorme fortuna, si distingueva per la frugalità. Alloggiava negli hotel più economici e si vestiva molto male. Indossava sempre un abito di seta nera, poiché le maniche si consumavano, le sostituiva con altre nuove che differivano dal resto del vestito per colore.

## Ultimi anni e morte
Nel 1852 morì il marito. Ben presto la principessa si ammalò gravemente. Guarita dalla malattia, Sof'ja partì per l'Europa e non tornò più in Russia. Morì a Ginevra nel 1868. Il suo corpo venne trasportato in Russia e fu sepolta nella chiesa di Akkerman.